# Otto Pfister (Turner)
Otto Pfister (* 3. September 1900; † unbekannt) war ein Schweizer Turner. Er gewann bei den Olympischen Spielen 1928 in Amsterdam zusammen mit August Güttinger, Hermann Hänggi, Eugen Mack, Georges Miez, Hans Grieder, Eduard Steinemann, Melchior Wezel den Mannschaftsmehrkampf im Geräteturnen.
Bereits bei den Olympischen Spielen 1924 in Paris errang er im Mannschaftswettkampf zusammen mit August Güttinger, Jean Gutweninger, Georges Miez, Hans Grieder, Antoine Rebetez, Carl Widmer und Josef Wilhelm Bronze.

## Familie
Pfister hatte die Kinder Rolf, Alice und Nellie. Seine Enkel sind Victor und Helen Pfister, sowie Marcel, Urs und Anita Siegenthaler.